# Sacra Famiglia (Catenanuova)
La Sacra Famiglia rappresenta una delle opere più celebri del patrimonio artistico-culturale della Parrocchia San Giuseppe di Catenanuova (Enna), ed è un capolavoro di epoca tardo barocca.

## Storia
Avendo fatto erigere nel feudo di Melinventre dopo il terremoto del 1693 l'odierna chiesa madre, il principe Antonino Giuseppe Riggio e consorte, la baronessa Anna Maria Statella, commissionarono questo splendido dipinto per adornare l'altare maggiore, infatti dedicarono il tempio alla Sacra Famiglia.
È stato realizzato su tela con la tecnica dei colori a olio, misura 3 per 2 metri, il suo autore, molto probabilmente di scuola palermitana, è sconosciuto. La data di realizzazione s'inquadra tra il 1700 e il 1720, qualche decennio prima dall'istituzione della parrocchia, avvenuta il 18 marzo del 1738.
Negli anni '80 il dipinto si presentava con particolari danneggiamenti dovuti all'usura del tempo, per cui nel 1988 a spesa del comune di Catenanuova, è stato sottoposto ad interventi di restauro conservativo per essere riportato al suo originario splendore. Si trattò del primo ed unico restauro finora effettuatogli.

## Descrizione e stile
In primo piano si vede la Vergine Maria avvolta in un manto blu, simbolo della sua divinità, e da una veste candida, metafora della sua purezza. La vergine Maria regge il Figlio sulle sue ginocchia ed accanto a lei vengono raffigurati San Giuseppe alla sua sinistra e San Giovanni Battista alla sua destra, che si prostrano al Bambino Gesù. Nella parte centrale, in alto, vi è raffigurato Dio Padre onnipotente che con la mano destra benedice e sulla mano sinistra tiene lo scettro del potere, che ombreggia sul globo terrestre oscurato dal male. L'artista vuole indicare che il potere viene solo ed unicamente da Dio, che pur essendo invisibile, è divenuto presente nel mondo attraverso suo Figlio nonostante le tenebre del peccato. Accanto a Dio Padre viene inoltre raffigurata una colomba, che simboleggia lo Spirito Santo e gli angeli che annunciano il Salvatore. Inoltre nella parte destra e sinistra del dipinto, poco illuminati, si intravedono le figure di Santa Elisabetta e San Zaccaria, genitori del Battista.

Il significato teologico di questa pittura è profondo e dietro questa descrizione si evidenziano alcuni messaggi fulcro della Sacra Scrittura: Dio parla ai profeti attraverso il suo Spirito e annunzia la venuta del suo Figlio. Il pittore ha voluto rappresentare i profeti tramite la figura di San Zaccaria, sacerdote, raffigurato in piedi con abiti sacerdotali in atteggiamento da pedagogo con il braccio destro spiegato e il libro sacro nella mano sinistra, la sua figura posta tra Dio Padre e Gesù bambino, vuole rappresentare l'unione dell'Antico e Nuovo Testamento. La scelta del pittore di collocare San Zaccaria dietro San Giuseppe, che è rappresentato con la verga, dal quale sboccia il germoglio di Iesse simbolo iconografico di predilezione per l'unione con la Vergine, ha un significato particolare nella figura di Zaccaria, che, in quanto studioso delle sacre scritture, rivela a Giuseppe la sorte del Figlio.

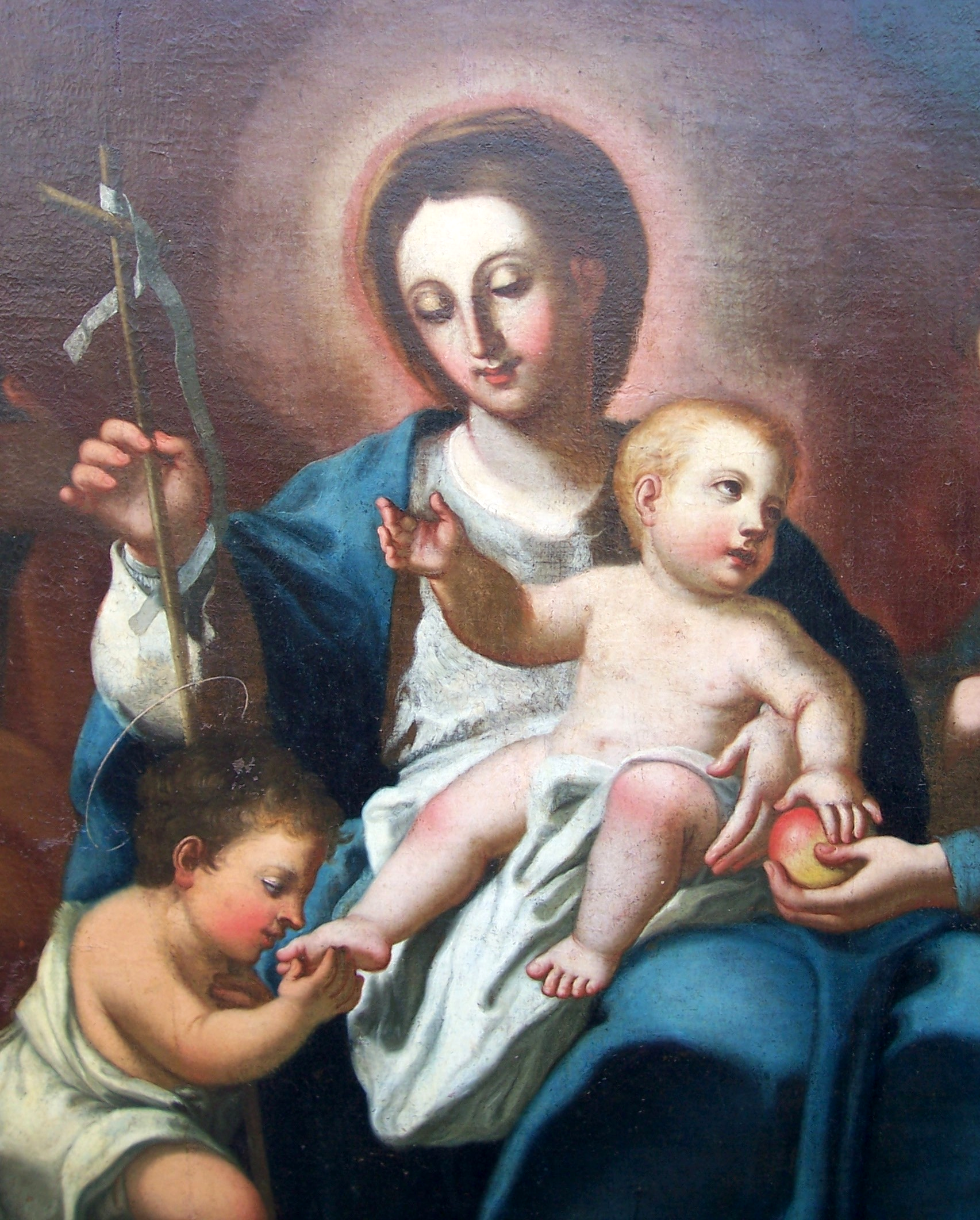
Particolare

L'espressione di Giuseppe è turbata e lui stesso consegna una melagrana al Figlio simbolo della sua passione e morte. Questa sua ansia, viene alleviata dal Bambino che lo rassicura porgendogli la mano e donandogli un sorriso, ma allo stesso tempo gli indica la Croce per annunciargli quale morte dovrà patire. Gesù conscio della presenza di Dio, non ha paura né teme alcun male. Anche Maria, pervasa da serenità, regge la Croce quasi ad abbracciarla presagio che parteciperà al supplizio del Venerdì Santo sul Golgota.
La luminosità con cui è stato dipinto Gesù sta ad indicare che è portatore della vera luce nel mondo e il completamento della Trinità assieme a Dio Padre e allo Spirito Santo rappresentato dalla colomba. La sua nudità raffigura l'intera rivelazione di Dio fatto uomo, in cui tutti i misteri del Padre vengono svelati e resi percepibili anche alla fragilità della natura umana, riluttante, che preferirà rimanere nelle tenebre dimostrate dall'oscurità che impera nello sfondo del dipinto. Uno spiraglio di luce, sovrasta anche Maria portatrice della Grazia e strumento di Dio per farsi carne. È bello notare nel Bambino la simbologia del Dio-Uomo, infatti, da un lato notiamo la sua umanità nel fatto che Maria lo regge con la sua mano, e dall'altro lato la sua divinità a motivo del suo braccio destro quasi benedicente ed indicante la croce.
Ai piedi della Vergine, San Giovanni Battista stringe la Croce e s'inchina al Figlio di Dio poggiando le labbra sul suo piede, segno che ha riconosciuto in Gesù il vero Messia. Egli sarà il precursore, cioè colui che annunzierà il Cristo. Nell'iconografia generica, il Battista è raffigurato mentre regge la Croce sovrastata da una lista con la scritta: Ecce Agnus Dei. Anche la figura di Santa Elisabetta, cugina di Maria, viene rappresentata in posizione contemplativa e con volto sereno, testimonianza della fiducia in Dio.
Infine in basso a destra, il blasone dei Principi Riggio, uno scudo incoronato con fondo blu e tre stelle intervallate dalla fascia d'oro; esso trova posto nel dipinto in quanto sono stati loro a donare la tela alla parrocchia, essendo molto devoti alla Sacra Famiglia.

## Fonti e Bibliografia
- Archivio storico della Parrocchia San Giuseppe di Catenanuova.
- Mariano Saccullo 2001 Ricerche su Catenanuova, popolazione, usi, tradizioni ed economia dalle origini al XX secolo.